# Heart on Snow
| Оценки критиков               | Оценки критиков |
| Источник                      | Оценка          |
| ----------------------------- | --------------- |
| Uncut                         | [ 1 ]           |
| The Guardian                  | [ 2 ]           |
| Encyclopedia of Popular Music | [ 3 ]           |
| «Комсомольская правда»        | (смешанная)     |

Heart on Snow (с англ. — «Сердце на снегу») — двенадцатый сольный студийный альбом британского певца Марка Алмонда, выпущенный лейблами Blue Star Music и XIII BIS Records 21 октября 2003 года. Включает в основном русские песни, главным образом романсы, спетые Алмондом при участии российских исполнителей.

## История создания
Певец Марк Алмонд «отправился в Санкт-Петербург, чтобы интерпретировать традиционные русские романсы» и записать то, что «может стать его самым амбициозным альбомом на данный момент». Во время создания этой пластинки он, в основном, исполнял кавер-версии русских народных песен, в том числе канонические произведения русского романса, и сотрудничал с рядом российских артистов, такими как Алла Баянова и Людмила Зыкина.
Альбом был выпущен в двух форматах: виде стандартного компакт-диска в джевел-упаковке и «делюксового», ограниченного издания в слипкейсе, содержащем 44-страничную книгу с подробными примечаниями ко всем песням.
В сентябре 2003 года был выпущен сингл «Gone But Not Forgotten» с двумя би-сайдами («Gosudaryunia» и «Just One Chance»), а также клипом на заглавный трек.

## Отзывы критиков
Альбом получил смешанные отзывы. Дориан Лински из The Guardian описал его как «плод любви, к которому трудно испытывать сильную привязанность» и как лонгплей, лишённый «озорного юмора Soft Cell и сольных работ Алмонда». Тем не менее, автор подытожил, что восхищается «смелостью и честностью» артиста, рискнувшего создать альбом, в записи «которого участвуют только российские музыканты». В обзоре Uncut отмечалось, что версии Алмонда сохраняют «уважение к оригинальному материалу» и это «отсутствие русской дикости делает его (Heart on Snow) ещё более трогательным». Пол Тейлор из Manchester Evening News описывал пластинку как «изобретательную смесь гладкого вестернизированного продюсирования и сырых русских народных мотивов», подытожив, что «любому, кто хоть немного разбирается в русской музыке, альбом придётся по вкусу».
Корреспондент «Комсомольской правды» высоко оценил интерпретации цыганских романсов («Two Guitars», «The Glance of Your Dark Eyes»), а также баллад «Oh, My Soul» и «Luna», где «один декаданс... накладывается на другой» в эдакой «смеси гомосексуального притона и кабаре». Автор назвал песню «Gosudarynia» лучшим произведением пластинки подытожив, что результат получился странным, но затея была настолько замечательной, что он «просто не мог быть ей под стать».

## Список композиций
| №   | Название                                                                   | Автор(ы)                                                   | Оригинал                                                                             | Длительность |
| --- | -------------------------------------------------------------------------- | ---------------------------------------------------------- | ------------------------------------------------------------------------------------ | ------------ |
| 1.  | «So Long the Path (So Wide the Field)»                                     | Марк Алмонд, Лев Книппер, Виктор Гусев                     | основана на песне «Полюшко-поле»                                                     | 3:12         |
| 2.  | «Strange Feeling» (дуэт с Сергеем Пенкиным)                                | Александр Прусов                                           | оригинальная версия «Странное чувство» исполнялась Сергеем Пенкиным                  | 3:42         |
| 3.  | «Gosudaryunia» (при участии группы «Аквариум»)                             | Борис Гребенщиков                                          | оригинальная версия «Государыня» исполнялась группой «Аквариум»                      | 3:05         |
| 4.  | «Always and Everywhere (I Will Follow You)»                                | Сергей Гердаль                                             | оригинальная версия «Всегда и везде за тобою» исполнялась Вадимом Козиным            | 3:40         |
| 5.  | «Oh, My Soul» (дуэт с Аллой Баяновой)                                      | народная песня                                             | народная песня «Эх, душа моя»                                                        | 3:31         |
| 6.  | «Two Guitars» (совместно с группой «Лойко»)                                | Апполон Григорьев, Иван Васильев                           | народная песня «Две гитары»                                                          | 3:32         |
| 7.  | «Heart on Snow» (совместно с ансамблем «Россия»)                           | Арно Бабаджанян, Александр Дмоховский                      | оригинальная версия «Сердце на снегу» исполнялась Арно Бабаджаняном                  | 4:03         |
| 8.  | «Nuit De Noel» (совместно с Борисом Гребенщиковом)                         | Александр Вертинский                                       | оригинальная версия «Злые духи (La Nuit de Noel)» исполнялась Александром Вертинским | 2:53         |
| 9.  | «Romance»                                                                  | Николай Носков, Николай Гумилёв                            | оригинальная версия «Романс» исполнялась Николаем Носковым                           | 4:59         |
| 10. | «The Storks»                                                               | Ян Френкель, Расул Гамзатов                                | оригинальное название «Журавли»                                                      | 3:53         |
| 11. | «Luna (The Moon)» (дуэт с Аллой Баяновой)                                  | Алла Баянова, Татьяна Флавийская                           | оригинальная версия «Луна» исполнялась Аллой Баяновой                                | 2:01         |
| 12. | «White Flowers of Acacia»                                                  | народная песня «Белой акации гроздья душистые», А. Пугачёв | русский романс                                                                       | 2:33         |
| 13. | «The Glance of Your Dark Eyes» (при участии Михаила Аптекмана)             | Николай Зубов, И. Железко                                  | русский романс «Взгляд твоих чёрных очей»                                            | 3:48         |
| 14. | «If Your Affectionate Smile Has Gone» (дуэт с Ильёй Лагутенко)             | Василий Лебедев-Кумач                                      | оригинальная версия «Если милой улыбки не стало» исполнялась Вадимом Козиным         | 4:11         |
| 15. | «Sleeping Beauty»                                                          | Андрей Самсонов, Алмонд                                    |                                                                                      | 3:59         |
| 16. | «Just One Chance» (дуэт с Людмилой Зыкиной)                                | Борис Фомин, Павел Герман                                  | русский романс «Только раз»                                                          | 4:22         |
| 17. | «Gone But Not Forgotten»                                                   | Алмонд, Мартин Уоткинс                                     |                                                                                      | 4:29         |
| 18. | «So Wide The Field (Reprise)» (при участии Михаила Аптекмана)              | Алмонд, Книппер, Гусев                                     | основана на песне «Полюшко-поле»                                                     | 1:38         |
| 19. | «The Glance of Your Dark Eyes (version 2)» (при участии Михаила Аптекмана) | Николай Зубов, И. Железко                                  | русский романс «Взгляд твоих чёрных очей»                                            | 4:15         |

В примечаниях к композициям 13 и 19 была допущена ошибка, вместо «The Glance of Your Dark Eyes» было написано «Glance From Your Dark Eyes».

## Участники записи
Помимо исполнителей, указанных в списке композиций:

| - Марк Алмонд — ведущий вокал, адаптация перевода - Мартин Уоткинс — фортепиано, оригинальные клавишные, аранжировки - Андрей Самсонов — клавишные - Олег Белов — клавишные, рояль - Михаил Аптекман — рояль - Сергей Эрденко — скрипка - Георгий Осмоловский — скрипка - Алексей Безлепкин — гитара - Владимир Кудрявцев — контрабас - Григорий Воскобойников — контрабас - Альберт Потапкин — ударные - Гари Багдасарян — ударные - Олег Сакмаров — флейта - Андрей Вихарев — перкуссия | - Сергей Шураков — аккордеон - Кирилл Кравцов — виолончель - Александр Киахиди — труба - Дмитрий Кузьмин — туба - Карин Браун — валторна - Виктор Бастраков — гитара - Мария Шуракова — мандолина - Владимир Миллер — бас-вокал - Анатолий Соболев — дирижёр - Санкт-Петербургский высший военно-морской инженерный хор — хор - Молодёжный хор «Гардемарин» — хор - Юлия Хуторецкая — руководитель хора |  |